# Cách cách

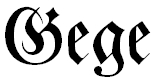
Hai em gái của Phổ Nghi: Nhị Cách cách và Tam Cách cách.

Cách cách (tiếng Trung: 格格; bính âm: Gégé; là một tước hiệu hay cách gọi của nữ giới quý tộc thời nhà Thanh.

## Khái quát
Dưới thời nhà Hậu Kim, con gái của Quốc quân, Thân vương, Quận vương và các vị Bối lặc đều được gọi là Cách cách. Sách Thanh sử cảo viết: "Thái Tổ sơ khởi, chư nữ đãn hiệu 'Cách cách'; Công chúa, Quận chúa, diệc sử thần duyên sức vân nhĩ". Vào lúc này, các nữ quyến đều xưng Cách cách, đem tên bộ tộc của chồng mình như vị hiệu, như Đông Quả Cách cách, Cáp Đạt Cách cách và Ba Ước Đặc Cách cách.
Từ đó trong nhận thức đại đa số, "Cách cách" là một từ chỉ dùng để chỉ các nữ quyến hoàng tộc triều Thanh, mà đặc biệt là các con gái Đại hãn. Nhưng thực tế, vốn dĩ "Cách cách" là xưng hô bình thường chỉ nữ giới, đặc biệt là con gái nhà thế gia của người Mãn Châu. Trong Thanh văn chỉ yêu (清文指要), có một đoạn đối thoại quá trình kết thân của người Bát kỳ theo tiếng Mãn như sau:
| “                   | gege be tuwaha manggi, age be inu hūlame dosimbufi, ubai taitai sade tuwabuki, ishunde gemu gūnin de acaha sehede, jai gemgkileci, inu goidarakū kai。 . Nhìn qua vị Cách cách, rồi cũng gọi A ca vào xem, để cho các lão Thái thái nhìn một lượt, nếu nhìn thấy hợp ý thì liền gật đầu, không hợp thì để sau cũng được. | ” |
| — Thanh văn chỉ yêu | |   |

Danh từ gege đó ý chỉ vị cô nương đến tuổi đang được chuẩn bị xem đối tượng cưới gả. Từ đây có thể thấy, Cách cách không phải chỉ dùng để chỉ nữ quyến hoàng tộc.
Bên cạnh đó, Cách cách vẫn tồn tại như một dạng danh xưng dành cho các thê thiếp cấp thấp trong hậu cung nhà Thanh. Theo đó, từ thời Nỗ Nhĩ Cáp Xích, danh từ Cách cách đã xuất hiện trong hàng Thứ Phúc tấn - các thiếp hầu địa vị thấp trong nội viện, và điều này kéo dài đến tận thời gian đầu triều Khang Hi. Hậu cung Thuận Trị cùng Khang Hi có rất nhiều tiểu thiếp danh phận Cách cách, như Thuận Trị Đế có Cách cách Sát Nhĩ Thiền thị, và theo hồ sơ Mãn văn thì cả Huệ phi lẫn Vinh phi đều từng là Cách cách. Tới khi Khang Hi Đế chính thức quy định cụ thể và áp dụng Bát đẳng hậu phi, danh xưng Cách cách không còn dùng trong hậu cung nữa, nhưng lại chuyển sang thành viên nữ quyến thuộc Hoàng tộc và Vương phủ.

## Quy định chính thức

### Trước khi nhập quan
Sau khi lập ra nhà Thanh, Thanh Thái Tông Hoàng Thái Cực ban chiếu lấy theo tập quán của người Hán, bước đầu xác lập danh xưng dành cho nữ quyến thuộc hoàng tộc. Căn cứ Mãn văn lão đương (满文老档) ghi nhận, thời Sùng Đức nguyên niên ra chỉ dụ:
| “                                                     | 汗之女称固伦格格，婿称固伦额驸。其和硕亲王、多罗郡王、多罗贝勒、固山贝子之女，若蒙圣汗抚养下嫁，仍称固伦格格，其婿亦称固伦额驸。和硕亲王嫡妻各一人，称和硕福晋，馀妻称少福晋；其女称和硕格格，婿称和硕额驸。多罗郡王嫡妻各一人，称多罗福晋馀妻称少福晋；其女称多罗格格，婿称多罗额驸。多罗贝勒嫡妻各一人，称多罗贝勒福晋，馀妻称少福晋，其女称多罗贝勒格格，婿称多罗贝勒额驸。固山贝子嫡妻各一人，称固山福晋，馀妻称少福晋；其女称固山格格，婿称固山额驸。凡和硕亲王、多罗郡王、多罗贝勒、固山贝子收养之女及婿，亦从其养父名之。 . Con gái Hãn xưng Cố Luân Cách cách, con rể xưng Cố Luân Ngạch phò. Phàm con gái của Hòa Thạc Thân vương, Đa La Quận vương, Đa La Bối lặc hay Cố Sơn Bối tử, nhận ân thánh mà được Hãn nuôi dưỡng, cũng xưng Cố Luân Cách cách, con rể tắc cũng xưng Cố Luân Ngạch phò. Chính thất của Hòa Thạc Thân vương có một người, xưng Hòa Thạc Phúc tấn, các thiếp khác xưng Thiếu Phúc tấn. Con gái do đó xưng Hòa Thạc Cách cách, con rể là Hòa Thạc Ngạch phò. Chính thất của Đa La Quận vương chỉ một người, xưng Đa La Phúc tấn, thiếp xưng Thiếu Phúc tấn. Con gái do đó xưng Đa La Cách cách, con rể xưng Đa La Ngạch phò. Chính thê của Đa La Bối lặc xưng Đa La Bối lặc Phúc tấn, thiếp xưng Thiếu Phúc tấn. Con gái do đó gọi Đa La Bối lặc Cách cách, con rể xưng Đa La Bối lặc Ngạch phò. Chính thê của Cố Sơn Bối tử xưng Cố Sơn Phúc tấn, thiếp xưng Thiếu Phúc tấn. Con gái do đó gọi Cố Sơn Cách cách, con rể xưng Cố Sơn Ngạch phò. Phàm con cái do Hòa Thạc Thân vương, Đa La Quận vương, Đa La Bối lặc hay Cố Sơn Bối tử nhận nuôi dưỡng, cũng án theo mà gọi. | ” |
| — Chỉ dụ phong hiệu thời thanh sơ - Mãn văn lão đương | |   |

### Sau khi nhập quan
Các loại phong hiệu Cách cách, sau khi nhập quan ở triều Thuận Trị lại bị Hán ngữ hóa một lần, hơn nữa tiến hành một ít sửa chữa, sửa chữa xong thì quyết định chế độ: phong hiệu của con gái Hoàng đế là Công chúa, phân ra làm hai loại tước hiệu là Cố Luân Công chúa (固倫公主) và Hoà Thạc Công chúa (和碩公主), xác định các nghi thức sắc phong. Trong đó tước hiệu Cố Luân Công chúa được ban cho Công chúa do Hoàng hậu sinh ra, tức là Đích nữ (嫡女); còn tước hiệu Hoà Thạc Công chúa được ban cho Công chúa do các phi tần sinh ra, tức là Thứ nữ (庶女).
Năm Thuận Trị thứ 17 (1660), Hoàng đế đặt ra quy định phong hiệu cho con gái hoàng tộc sau khi nhập quan. Lại trong đó có một nội dung:
| “                                                        | 公主由中宫出者封固伦公主，由妃嫔出者封和硕公主。如中共抚宗室女下嫁，亦封和硕公主。亲王女封郡主，郡王女封县主，贝勒女封郡君，贝子女封县君，入八分镇国公辅国公女封乡君。 . Công chúa ở trong cung, do Hoàng hậu sinh ra gọi là Cố Luân Công chúa, do Phi sinh ra gọi là Hòa Thạc Công chúa. Tông Thất nữ từ nhỏ được nuôi trong cung, khi hạ giá cũng gọi Hòa Thạc Công chúa. Con gái Thân vương phong Quận chúa, con gái Quận vương phong Huyện chúa, con gái Bối lặc phong Quận quân, con gái Bối tử phong Huyện quân, con gái Bất nhập bát phân Trấn Quốc công cùng Phụ Quốc công tắc đều phong Hương quân. | ” |
| — Quy định và tước vị nữ quyến hoàng thất thời Thuận Trị | |   |

Nhưng là lúc này, trừ bỏ Hoàng nữ được phân chia "Đích-thứ phân biệt" dựa theo phong hiệu Cố Luân Công chúa hoặc Hòa Thạc Công chúa, thì Tông nữ sắc phong cũng không phân chia đích-thứ, cho nên ở năm Khang Hi thứ 45 (1706), Khang Hi Đế hạ lệnh sửa đổi loại tình huống này:
| “                            | 康熙四十五年题淮：亲王以下入八分公以上侧福晋、侧室所生女，与嫡出一例授封，实为过优。嗣后，亲王侧福晋所生女，降二等，视贝勒嫡女，授为郡君。郡王侧福晋所生女，降二等，视贝子嫡女，授为县君。贝勒侧夫人所生女，降二等，视镇国公嫡女，授为乡君。至贝子镇国公辅国公侧室所生女，并无应降品级，将贝子侧夫人所生女食五品俸，镇国公辅国公侧夫人所生女食六品俸，其馀并称宗女，不授封。 . Từ Thân vương đến Bất nhập bát phân công, con gái do Trắc Phúc tấn hay Trắc thất sinh ra, cùng con gái Đích xuất đồng loạt được thụ phong, như vậy là quá ưu đãi. Về sau, con gái do Thân vương Trắc Phúc tấn sinh ra, án xuống 2 cấp, như Đích nữ của Bối lặc mà đều phong Quận quân. Con gái do Quận vương Trắc Phúc tấn sinh ra, án xuống 2 cấp, như Đích nữ của Bối tử mà thụ phong làm Huyện quân. Con gái của Bối lặc Trắc Phu nhân sinh ra, án xuống 2 cấp, như Đích nữ của Trấn Quốc công mà thụ phong làm Hương quân. Còn như con gái của Trắc thất của các Bối tử và Phụ Quốc công thì chỉ đãi bổng án mà không nên có phẩm cấp. Con gái do Trắc thất của Bối tử sinh ra án theo bậc Ngũ phẩm, riêng con gái do Trắc thất của Phụ Quốc công sinh ra đãi bổng Lục phẩm. Chỉ gọi là Tông nữ, không thụ phong. | ” |
| — Chỉ dụ năm Khang Hi thứ 45 | |   |

Tổng hợp lại mà nói, hệ thống tước vị cho Tông thất nữ đã rõ ràng như sau:
| Phong hiệu Tông thất nữ triều Thanh | Phong hiệu Tông thất nữ triều Thanh | Phong hiệu Tông thất nữ triều Thanh      | Phong hiệu Tông thất nữ triều Thanh                            | Phong hiệu Tông thất nữ triều Thanh |
| Tước hiệu                           | Mãn ngữ                             | Ngoại xưng                               | Thân phận                                                      |                                     |
| ----------------------------------- | ----------------------------------- | ---------------------------------------- | -------------------------------------------------------------- | ----------------------------------- |
| Quận chúa (郡主)                    | Hosoi i gege                        | Hòa Thạc Cách cách, Thân vương Cách cách | Con gái đích xuất của Thân vương                               |                                     |
| Huyện chúa (县主)                   | Doro i gege                         | Đa La Cách cách, Quận vương Cách cách    | Con gái đích xuất của Quận vương                               |                                     |
| Quận quân (郡君)                    | Beile i jui doro i gege             | Đa La Cách cách, Bối lặc Cách cách       | Con gái đích xuất của Bối lặc, con gái thứ xuất của Thân vương |                                     |
| Huyện quân (县君)                   | Gusa i gege                         | Cố Sơn Cách cách, Bối tử Cách cách       | Con gái đích xuất của Bối tử, con gái thứ xuất của Quận vương  |                                     |
| Hương quân (鄉君)                   | Gung ni jui gege                    | Công Cách cách                           | Con gái đích xuất của Quốc công, con gái thứ xuất của Bối lặc  |                                     |

Trước khi phong tước, các Cách cách hay gọi là Tông nữ (宗女) trên văn bản chữ Hán. Những tước vị Cách cách này không giới hạn xuất thân, tức là con gái dòng Ái Tân Giác La (hậu duệ Thanh Thái Tông) lẫn Giác La (dòng dõi Thanh Thái Tổ) đều có thể xét mà phong tước. Sau thời Thuận Trị, các tước vị chính thức bằng chữ Hán là những phong hiệu chính thức, nhưng trong Mãn ngữ thông thường vẫn còn rất hay dùng "Cách cách" để gọi chung các Tông nữ. Tuy nhiên, việc các vị này có tước vị như thế nào, cũng đều do Hoàng đế ấn định, nên không ít các trường hợp cao hơn hoặc thấp hơn so với tuyên bố ấn định. Ví dụ như mẹ của Hiếu Kính Hiến hoàng hậu là Cách cách Giác La thị, con gái của Bối tử Mục Nhĩ Hồ (穆爾祜) và là cháu gái của Thanh Thái Tổ. Bà không phải con gái Quận vương hay Bối lặc, vẫn được đặc phong làm "Đa La cách cách". Dẫu vậy, bà không được gọi thành "Huyện chúa" hoặc "Quận quân", điều này dẫn đến suy đoán rằng các Cách cách phong tặng vượt quy định có thể không được gọi theo kiểu Hán ngữ.
Bên cạnh đó, sách Thanh bại loại sao (清稗类钞) thời Thanh mạt có nói:「"Con gái của Thân vương xưng là Quận chúa. Con gái của Quận vương, Bối tử, Bối lặc, Phụ quốc công xưng là Huyện chúa. Tuy nhiên ngoại trừ Công chúa, kể cả có tư cách là Quận chúa, Huyện chúa nếu chưa được ban tước vị chính thức thì không được xưng là Cách cách"」. Như vậy, cách gọi "Cách cách" theo như Loại sao nói là chỉ khi có tước hiệu mới gọi. Thế nhưng xét trên giấy tờ thực tế của các Vương phủ thời Thanh, việc con gái Vương công chưa thụ tước vẫn có nhã xưng Cách cách xảy ra rất phổ biến, phỏng chừng thông tin của Thanh bại loại sao chưa hẳn là chính xác, hoặc là một kiểu ngầm nào đó mà thôi.
Nhưng là, nam giới hàng Tông thất đời Thanh có tước vị chỉ chiếm tỉ lệ 6% trong Tông thất nam giới, mà thuộc về Nhập bát phân công chỉ 1%, do đó các Tông nữ cách cách có thụ tước càng thấp hơn nữa. Đại lượng lớn Tông nữ không có tước vị, cũng không có phẩm cấp, càng không bổng lộc, thân phận của họ cùng con gái của người Bát kỳ bình thường, trừ bỏ thân phận thuộc hoàng tộc, thì cũng không có gì khác nhau quá lớn. Nhưng mà Tông nữ cách cách nếu là quả phụ hoặc là bé gái mồ côi, có thể đến Tông Nhân phủ xin trợ cấp, cái trợ cấp này cũng gần là mỗi tháng 2 lượng bạc, một năm 24 lượng bạc mà thôi.

### Trình tự phong tước
Đời Thanh, Tông nữ cũng như Hoàng nữ, đại đa số chỉ có khi kết hôn mới án theo đó mà phong tước. Lưu trình cụ thể như sau, sau khi Cách cách đính hôn, thì phải đem thông tin hôn nhân của mình trình cấp Tông Nhân phủ. Trong tờ giấy ấy, ghi rõ xuất thân Cách cách, tước vị của phụ thân, thân phận của mẫu thân và tuổi tác của chính bản thân. Quá trình này được gọi là Thỉnh phong (请封).
Sau đó, Tông Nhân phủ y theo thành lệ, ban cho phê chuẩn, như vậy Cách cách đó mới chính thức có tước hiệu. Mặt khác, khi Tông Nhân phủ phê chuẩn cấp tước cho Cách cách, đồng thời cũng ban tước tương ứng cho Ngạch phò. Cho nên, Tông nữ triều Thanh không hề tồn tại trường hợp chưa gả chồng mà có tước, ngược lại thì Hoàng nữ có vài ngoại lệ (như Cố Luân Hòa Kính Công chúa). Dù vậy, con gái đích xuất của Thân vương dù sao cũng sẽ là Quận chúa, nên trong truyền miệng vẫn có nhiều trường hợp gọi trước tước vị dù họ chưa được phong (cung đình cũng tương tự, gọi theo số đếm như Tam Công chúa, Tứ Công chúa vậy).
Suốt triều Thanh cũng có một số quy định về tước vị Tông nữ:
- Khang Hi nguyên niên (1662): Con gái nuôi của Tông thất Vương công, khi thụ phong không thể án theo tước của cha nuôi, chỉ ban dựa theo tước của cha ruột.
- Năm Khang Hi thứ 36 (1697): Con gái của Tông thất Vương công sau khi phong tước, giả như phụ thân có việc gì mà được thăng tước hay bị giáng tước, cũng không ảnh hưởng đến tước vị của Cách cách ấy.
- Năm Khang Hi thứ 40 (1701): Sau khi Tông nữ có tước vị qua đời, Ngạch phò nếu không cưới vợ kế thì có thể giữ lại tước vị. Còn nếu đã cưới vợ kế thì không thể giữ tước.
- Năm Càn Long thứ 13 (1748): Thứ nữ của Thân vương cùng Quận vương, nếu gả cho Mông Cổ vương công làm vợ, đều dựa theo tiêu chuẩn của Đích nữ mà thụ phong.
- Năm Càn Long thứ 22 (1757): Ngạch phò nếu bị hạch tội, cả chồng và vợ đều bị tước đi tước hiệu.
- Năm Càn Long thứ 27 (1762): Quy định Tông nữ con gái từ Bối lặc trở xuống, tiêu chuẩn phong tước cho Đích nữ chỉ áp dụng cho một vị, còn lại đều thụ phong dựa theo như quy định của các Thứ nữ trước đó, còn các Thứ nữ khác trong nhà đều không được thụ tước.
- Năm Càn Long thứ 46 (1781): Con gái của Thân vương cùng Quận vương do Trắc Phúc tấn sinh ra, nếu bị chỉ gả cho Mông Cổ vương công thì đều không phong tước.
- Năm Đồng Trị thứ 2 (1863): Tông nữ thuộc huyết mạch Càn Long Đế trở về gần phong tước vẫn cấp bổng lộc, còn lại phái xa hơn nữa chỉ phong tước nhưng không cấp bổng.

Có thể thấy quy định về phong tước cho Tông nữ triều Thanh, vào năm Càn Long thứ 27 đã bắt đầu giảm siết lại. Đến cuối đời Thanh, số lượng Tông nữ chính thức có tước gần như là không có. Nên ngoài thân phận và dòng dõi, các Tông nữ này so với con gái quý tộc Bát kỳ cũng không có gì phân biệt.

## Cách dùng khác
Dưới triều nhà Thanh, tước hiệu Cách cách bình thường được dùng để tôn xưng địa vị cao quý của một nữ nhân nào đó với đủ loại thân phận. Một số trường hợp đáng kể đến:
- Một phụ nữ tôn quý: Ví dụ như dưới thời Khang Hi, trong báo cáo của Phủ Nội vụ có nhắc đến Tô Ma Lạt Cô, thị nữ của Hiếu Trang Văn Hoàng hậu, người nuôi dưỡng Hoàng đế Khang Hi là Tô Ma Lạt Ngạch niết Cách cách (苏麻喇额涅格格).
- Nội đình chủ vị cấp thấp: Thời kỳ Thuận Trị và Khang Hi, trong hậu cung có các thị thiếp, thậm chí là Cung nữ tử được xưng hô bằng danh xưng Cách cách. Trong hàng đãi ngộ hậu cung có "cấp đãi ngộ Cách cách", thấp hơn "cấp đãi ngộ Tiểu Phúc tấn" cùng "cấp đãi ngộ Phúc tấn",... Về sau triều Khang Hi hoàn thiện Bát đẳng hậu phi, danh xưng Cách cách cũng dần không còn ám chỉ hậu phi nữa.
- Thị thiếp trong Vương phủ: Danh hiệu Cách cách cũng là một dạng nhã xưng dành cho các thị thiếp của Hoàng tử và Vương công. Theo quy định triều Thanh, dưới Trắc Phúc tấn trong phủ đều gọi Thứ Phúc tấn, thông thường lại xưng Cách cách. Vị trí của Cách cách trong phủ rất thấp, y hệt hầu gái, do vậy các Cách cách đa phần xuất thân rất bình thường. Ví dụ như Hiếu Thánh Hiến hoàng hậu mẹ của Càn Long Đế, gia thế bần hàn, khi vào hầu cho Ung Chính Đế chỉ gọi là "Cách cách"[4].

## Bị hiểu nhầm
Trong các tác phẩm văn học, điện ảnh, truyền hình lấy bối cảnh Thanh triều vào thế kỉ 20, danh hiệu "Cách cách" bị hiểu nhầm do sự thông dụng và đặc trưng của nó, nên thường được hiểu thành danh hiệu dành cho con gái Hoàng đế nhà Thanh theo tiếng Mãn.
Tuy nhiên, sự thực chứng minh hoàn toàn khác hẳn. Dẫu vậy, sự phổ biến của bộ tiểu thuyết và phim truyền hình Hoàn Châu Cách cách vẫn khiến hiểu lầm này tồn tại rất lâu. Trong bộ tiểu thuyết và bộ phim này, Càn Long Đế phong cho Tiểu Yến Tử - con gái nuôi của mình, làm Hoàn Châu Cách cách (还珠格格) như một danh hiệu dành cho Hoàng nữ. Theo nguyên tác, sau khi Hạ Tử Vy được xác định là con gái của Càn Long, được phong làm Minh Châu Cách cách (明珠格格), còn Tiểu Yến Tử từ Hoàn Châu Cách cách bị đổi thành Hoàn Châu Quận chúa (还珠郡主). Cách sử dụng này không phù hợp với lịch sử.
Đến khi Tân Hoàn Châu Cách cách tiến hành, biên kịch mới điều chỉnh cho đúng.